# Antony (Cornouailles)
Pour les articles homonymes, voir Antony (homonymie).
Antony (en cornique : Trevanta) est un village et une paroisse civile des Cornouailles, en Angleterre.
Le village est situé près de la ville de Torpoint et dans la péninsule de Rame.